# 真の質量
真の質量（True mass）という用語は、質量という用語のシノニムであるが、惑星の測定質量を、視線速度法で求めた下限質量と区別するために天文学の分野で用いられる。惑星の真の質量を求める方法には、衛星の距離と周期を求める方法、同じ恒星系の別の惑星の動きを位置天文学的に観測する方法、視線速度法をトランジット法や恒星の視差と組み合わせる方法等がある。